# Bojan Zajić
Bojan Zajić (in serbo Бојан Зајић?; Kruševac, 17 giugno 1980) è un allenatore di calcio ed ex calciatore serbo, di ruolo centrocampista.

## Caratteristiche tecniche
Zajić è un centrocampista molto fisico, ma la sua esperienza lo rende un giocatore molto calmo, con la palla al piede. Può essere impiegato anche da difensore. Ha un discreto senso del gol.

## Carriera

### Giocatore

#### Club
Zajić ha iniziato la carriera nel Napredak Kruševac, prima di passare all'Obilić Belgrado, per cui ha militato dal 2001 al 2006, anno in cui è passato al BASK Belgrado e, infine, al Partizan, per cui ha segnato dieci reti in quarantanove apparizioni.
Zajić è stato poi preso in prestito dal Vålerenga fino al termine del campionato 2007. In più, il club ha ottenuto un'opzione sull'acquisto del cartellino del serbo, successivamente esercitato, e il centrocampista ha firmato un contratto valido fino al 30 novembre 2010. Nel campionato 2008, è entrato nel cuore dei suoi tifosi, grazie a delle buone prestazioni. Sempre nel corso del 2008, ha giocato anche per la squadra riserve del Vålerenga.
Il 28 luglio 2008, ha ricevuto un cartellino rosso nella partita contro il Tromsø per una gomitata, nonostante uscisse sangue dalla sua testa. L'arbitro Svein-Erik Edvartsen, rivedendo le immagini, ha ammesso di aver sbagliato ad espellerlo. La federazione norvegese, riunitasi tre giorni dopo l'accaduto, ha deciso di non squalificare il calciatore.
Il 6 gennaio 2014, passato ufficialmente al Sarpsborg 08 e si legò al nuovo club con un contratto biennale. Rimasto in squadra per un biennio, si è poi svincolato.
Il 18 gennaio 2016 ha firmato un accordo biennale con il Sandnes Ulf, compagine di 1. divisjon. Ha scelto la maglia numero 36.
Il 15 giugno 2017 è stato reso noto che Zajić sarebbe diventato l'assistente dell'allenatore del Sandnes Ulf, Bengt Sæternes, terminando l'attività agonistica: avrebbe cominciato l'incarico a partire dal 4 luglio.

#### Nazionale
Zajić ha debuttato, nel corso del 2004, per la Serbia e Montenegro. Con l'indipendenza del Montenegro e la seguente separazione tra le due Nazionali, ha vestito la maglia della Serbia.

### Allenatore
Il 14 luglio 2021, il Sandnes Ulf ha esonerato Steffen Landro, nominando Zajić nuovo allenatore della squadra ad interim. Il 12 agosto successivo, Bjarne Berntsen è diventato il nuovo tecnico del Sandnes Ulf, con Zajić che avrebbe fatto parte del suo staff.

## Statistiche

### Presenze e reti nei club
Statistiche aggiornate al 31 marzo 2017.
| Stagione            | Club                | Campionato          | Campionato | Campionato | Coppe nazionali | Coppe nazionali | Coppe nazionali | Coppe continentali | Coppe continentali | Coppe continentali | Supercoppe | Supercoppe | Supercoppe | Totale | Totale |
| Stagione            | Club                | Comp                | Pres       | Reti       | Comp            | Pres            | Reti            | Comp               | Pres               | Reti               | Comp       | Pres       | Reti       | Pres   | Reti   |
| ------------------- | ------------------- | ------------------- | ---------- | ---------- | --------------- | --------------- | --------------- | ------------------ | ------------------ | ------------------ | ---------- | ---------- | ---------- | ------ | ------ |
| 2007                | Vålerenga           | ES                  | 7          | 1          | CN              | -               | -               | CU                 | 0                  | 0                  | -          | -          | -          | 7      | 1      |
| 2008                | Vålerenga           | ES                  | 21         | 3          | CN              | 6               | 4               | -                  | -                  | -                  | -          | -          | -          | 27     | 7      |
| 2009                | Vålerenga           | ES                  | 22         | 5          | CN              | 6               | 3               | UEL                | 2                  | 0                  | SN         | 0          | 0          | 30     | 8      |
| 2010                | Vålerenga           | ES                  | 20         | 4          | CN              | 1               | 1               | -                  | -                  | -                  | -          | -          | -          | 21     | 5      |
| 2011                | Vålerenga           | ES                  | 28         | 8          | CN              | 2               | 1               | UEL                | 4                  | 0                  | -          | -          | -          | 34     | 9      |
| 2012                | Vålerenga           | ES                  | 26         | 1          | CN              | 3               | 1               | -                  | -                  | -                  | -          | -          | -          | 29     | 2      |
| 2013                | Vålerenga           | ES                  | 19         | 4          | CN              | 3               | 1               | -                  | -                  | -                  | -          | -          | -          | 22     | 5      |
| Totale Vålerenga    | Totale Vålerenga    | Totale Vålerenga    | 143        | 26         |                 | 21              | 11              |                    | 6                  | 0                  |            | 0          | 0          | 170    | 37     |
| 2014                | Sarpsborg 08        | ES                  | 28         | 6          | CN              | 5               | 4               | -                  | -                  | -                  | -          | -          | -          | 33     | 10     |
| 2015                | Sarpsborg 08        | ES                  | 28         | 6          | CN              | 6               | 2               | -                  | -                  | -                  | -          | -          | -          | 34     | 8      |
| Totale Sarpsborg 08 | Totale Sarpsborg 08 | Totale Sarpsborg 08 | 56         | 12         |                 | 11              | 6               |                    | -                  | -                  |            | -          | -          | 67     | 18     |
| 2016                | Sandnes Ulf         | 1D                  | 28+1       | 2+0        | CN              | 3               | 0               | -                  | -                  | -                  | -          | -          | -          | 32     | 2      |
| gen.-lug. 2017      | Sandnes Ulf         | 1D                  | 12         | 0          | CN              | 2               | 0               | -                  | -                  | -                  | -          | -          | -          | 14     | 0      |
| Totale Sarpsborg 08 | Totale Sarpsborg 08 | Totale Sarpsborg 08 | 40+1       | 2+0        |                 | 5               | 0               |                    | -                  | -                  |            | -          | -          | 46     | 2      |
| Totale              | Totale              | Totale              | ?          | ?          |                 | ?               | ?               |                    | ?                  | ?                  |            | ?          | ?          | ?      | ?      |

### Cronologia presenze e reti in nazionale
| Cronologia completa delle presenze e delle reti in nazionale ― Serbia e Montenegro | Cronologia completa delle presenze e delle reti in nazionale ― Serbia e Montenegro | Cronologia completa delle presenze e delle reti in nazionale ― Serbia e Montenegro | Cronologia completa delle presenze e delle reti in nazionale ― Serbia e Montenegro | Cronologia completa delle presenze e delle reti in nazionale ― Serbia e Montenegro | Cronologia completa delle presenze e delle reti in nazionale ― Serbia e Montenegro | Cronologia completa delle presenze e delle reti in nazionale ― Serbia e Montenegro | Cronologia completa delle presenze e delle reti in nazionale ― Serbia e Montenegro |
| Data                                                                               | Città                                                                              | In casa                                                                            | Risultato                                                                          | Ospiti                                                                             | Competizione                                                                       | Reti                                                                               | Note                                                                               |
| ---------------------------------------------------------------------------------- | ---------------------------------------------------------------------------------- | ---------------------------------------------------------------------------------- | ---------------------------------------------------------------------------------- | ---------------------------------------------------------------------------------- | ---------------------------------------------------------------------------------- | ---------------------------------------------------------------------------------- | ---------------------------------------------------------------------------------- |
| 11-7-2004                                                                          | Fukuoka                                                                            | Serbia e Montenegro                                                                | 2 – 0                                                                              | Slovacchia                                                                         | Kirin Cup                                                                          | -                                                                                  | 70’                                                                                |
| Totale                                                                             |                                                                                    | Presenze                                                                           | 1                                                                                  |                                                                                    | Reti                                                                               | 0                                                                                  |                                                                                    |

| Cronologia completa delle presenze e delle reti in nazionale ― Serbia | Cronologia completa delle presenze e delle reti in nazionale ― Serbia | Cronologia completa delle presenze e delle reti in nazionale ― Serbia | Cronologia completa delle presenze e delle reti in nazionale ― Serbia | Cronologia completa delle presenze e delle reti in nazionale ― Serbia | Cronologia completa delle presenze e delle reti in nazionale ― Serbia | Cronologia completa delle presenze e delle reti in nazionale ― Serbia | Cronologia completa delle presenze e delle reti in nazionale ― Serbia |
| Data                                                                  | Città                                                                 | In casa                                                               | Risultato                                                             | Ospiti                                                                | Competizione                                                          | Reti                                                                  | Note                                                                  |
| --------------------------------------------------------------------- | --------------------------------------------------------------------- | --------------------------------------------------------------------- | --------------------------------------------------------------------- | --------------------------------------------------------------------- | --------------------------------------------------------------------- | --------------------------------------------------------------------- | --------------------------------------------------------------------- |
| 14-12-2008                                                            | Adalia                                                                | Polonia                                                               | 1 – 0                                                                 | Serbia                                                                | Amichevole                                                            | -                                                                     | 46’ 73’                                                               |
| Totale                                                                |                                                                       | Presenze                                                              | 1                                                                     |                                                                       | Reti                                                                  | 0                                                                     |                                                                       |